# 北海道大演習場
北海道大演習場（ほっかいどうだいえんしゅうじょう）とは、北海道札幌市、北広島市、恵庭市、千歳市にまたがる地域に点在する陸上自衛隊の演習場地区の総称である。

## 概要
陸上自衛隊では矢臼別演習場に次ぐ国内二位の規模の演習場である。地理特性上各地区に分断されているため、規模としては地区毎に戦車や装甲車等の実弾射撃訓練が可の小規模演習地区及び射撃訓練可の中規模演習地区とに分類されているが、全地区を合わせると総面積9600haにも及ぶ広大な演習場である。部隊においては「北大演（ほくだいえん）」とも称する。

## 地政学的要件
次節に書かれているように、北部方面隊の中でも第7師団と第11旅団（北部方面総監部を擁する）は石狩平野の国道36号沿いにその駐屯地と演習地を集中させ、数珠繋ぎになる形で配置している。これは北海道の人口密集部である札幌都市圏を防衛することの必要性と同時に、旧ソ連関連有事の際には石狩平野がウラジオストクから太平洋側への回廊地帯となりえた（オホーツク海は流氷のため冬季にはシーレーンとなりえない）ためである。

## 北海道大演習場の概要
（ ）内は地図上及び訓練時における演習場の呼称
- 東千歳地区：東千歳駐屯地に隣接。（東千歳演習場、北海道で唯一実弾下での訓練が可能な「実弾下潜入訓練場」及び市街地訓練場が設けられている。）
- 恵庭・千歳地区：北千歳駐屯地及び南恵庭駐屯地に隣接、北千歳及び南恵庭駐屯地それぞれより直接演習場内へ出入りが可能
- 島松地区：島松駐屯地（北海道補給処）及び北恵庭駐屯地に隣接。（北大演最大規模の面積を保有し、特科・迫撃砲の射撃訓練の他に戦車や対戦車誘導弾等の実弾射撃も可能。また防御を主体とした戦闘訓練場が設置されており、陣地から目標への移動標的による各種対戦車誘導弾の射撃・特科や重迫・戦車の射撃支援といった諸職種連合下での戦闘訓練が可能）
- 島松着弾地（島松空対地射撃場）：航空自衛隊機からの実弾射撃訓練が行われる。（島松演習場）
- 有明地区（有明演習場）
- 西岡地区（西岡演習場）：冬季は起伏の激しい地形を利用してバイアスロンの競技場としても使用される。
- 真駒内地区（真駒内射撃場）：真駒内駐屯地管理の射撃場で、通常よりも広い敷地をもっており小規模の戦闘訓練や各種小銃射撃訓練や冬季戦技教育隊が主催する各種訓練にも使用されている。西岡地区に隣接している。
- 銭函地区：（銭函演習場）：銭函周辺の山間部に設けられており、地形を生かした各種訓練が実施可能。冷戦時代は主に石狩湾への警戒及び射撃を目的としていた。
- 江別渡河訓練場：施設科部隊による渡河訓練を中心に行われる訓練場で、有事の際は石狩川から上陸する敵に対する警戒・防御陣地として使用を想定している訓練場。

## 演習事例
- 第7師団戦車射撃競技会[3]。